# Jorge Vianna
Jorge Vianna de Sousa (Bacabal, 27 de julho de 1976) é um servidor público e político brasileiro. Integra a Câmara Legislativa do Distrito Federal desde 2019, durante sua oitava legislatura.

## Biografia
Nordestino, Vianna se tornou morador da capital federal quando tinha dois anos de idade. Em 1989, passou a residir em Samambaia. Em 1995, casou-se com Rosa Vianna. Juntos tiveram duas filhas.
Vianna graduou-se em letras e estudou direito, mas não concluiu este último. Trabalhou como técnico de enfermagem, atuando no Serviço de Atendimento Móvel de Urgência (Samu). Também trabalhou como borracheiro. Eventualmente foi um dos fundadores do sindicato de enfermagem e se tornou presidente da Federação Brasileira dos Profissionais da Enfermagem.
Em 2010, Vianna concorreu pela primeira vez a um cargo público eletivo. Na época, era filiado ao Partido Social Cristão (PSC) e concorreu a uma vaga na Câmara Legislativa. Concorreu ao mesmo cargo no pleito de 2014. Igualmente não logrou êxito, alcançando 7.331 votos (ou 0,48%). Nesta última eleição era membro do Partido Social Democrático (PSD).
Vianna foi eleito deputado distrital em eleito em 2018, com 13.070 votos (0,88%), pelo Podemos. Na oitava legislatura, foi escolhido por seus pares como suplente de secretário, integrando assim a mesa diretora da casa. Em 2019, ao menos sete parentes de Vianna foram nomeados para cargos na administração regional de Samambaia. O Ministério Público iniciou uma investigação sobre se o fato constituiria nepotismo. O governador Ibaneis Rocha, que embora não considerou se tratar de nepotismo, determinou a exoneração dos parentes em meio a protestos na região.